# Ida Baier

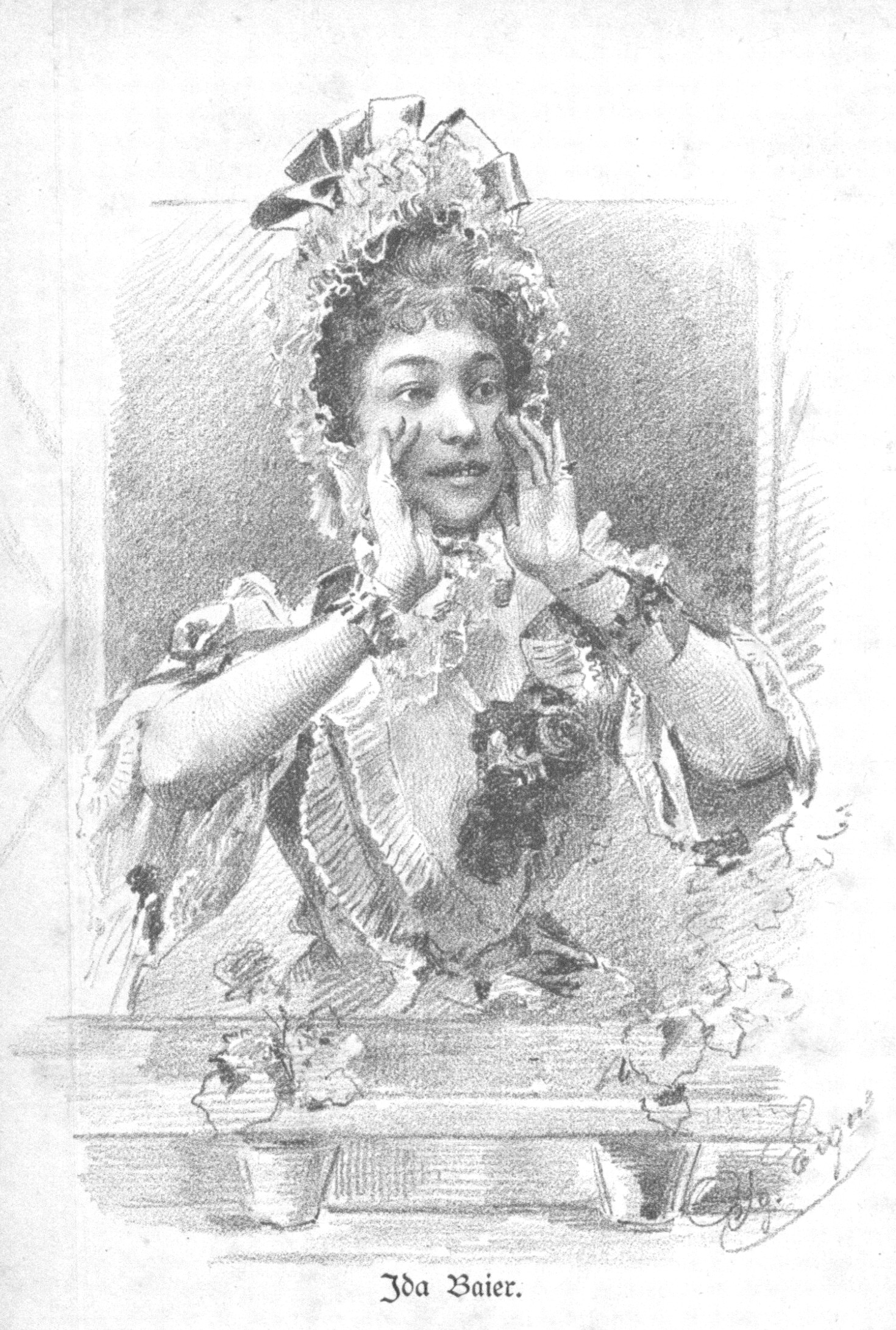
Ida Baier im Jahre 1885

Ida Baier, verheiratete Ida Liebhardt bzw. Ida Liebhardt-Baier (16. März 1863 in Wien – 1. Juli 1933 ebenda) war eine österreichische Opernsängerin (Alt).

## Leben
Ida Baier war die Schülerin der Mathilde Marchesi (dramatischen Unterricht nahm sie bei August Förster) und vor ihrem Eintritt in den Verband des Wiener Hofoperntheaters (1880) in Graz engagiert (als erste Altistin), woselbst sie als „Amneris“ Abschied nahm. Ihre Antrittsrolle in Wien war „Martha Schwertlein“. Dort wirkte sie bis 1906. Ihr weiterer Lebensweg bis zu ihrem Tode 1933 ist unbekannt.
Sie war die Schwester der Opernsängerin Anna Baier, ihr Ehemann war Ignaz Liebhardt.